# تطرف إسلامي

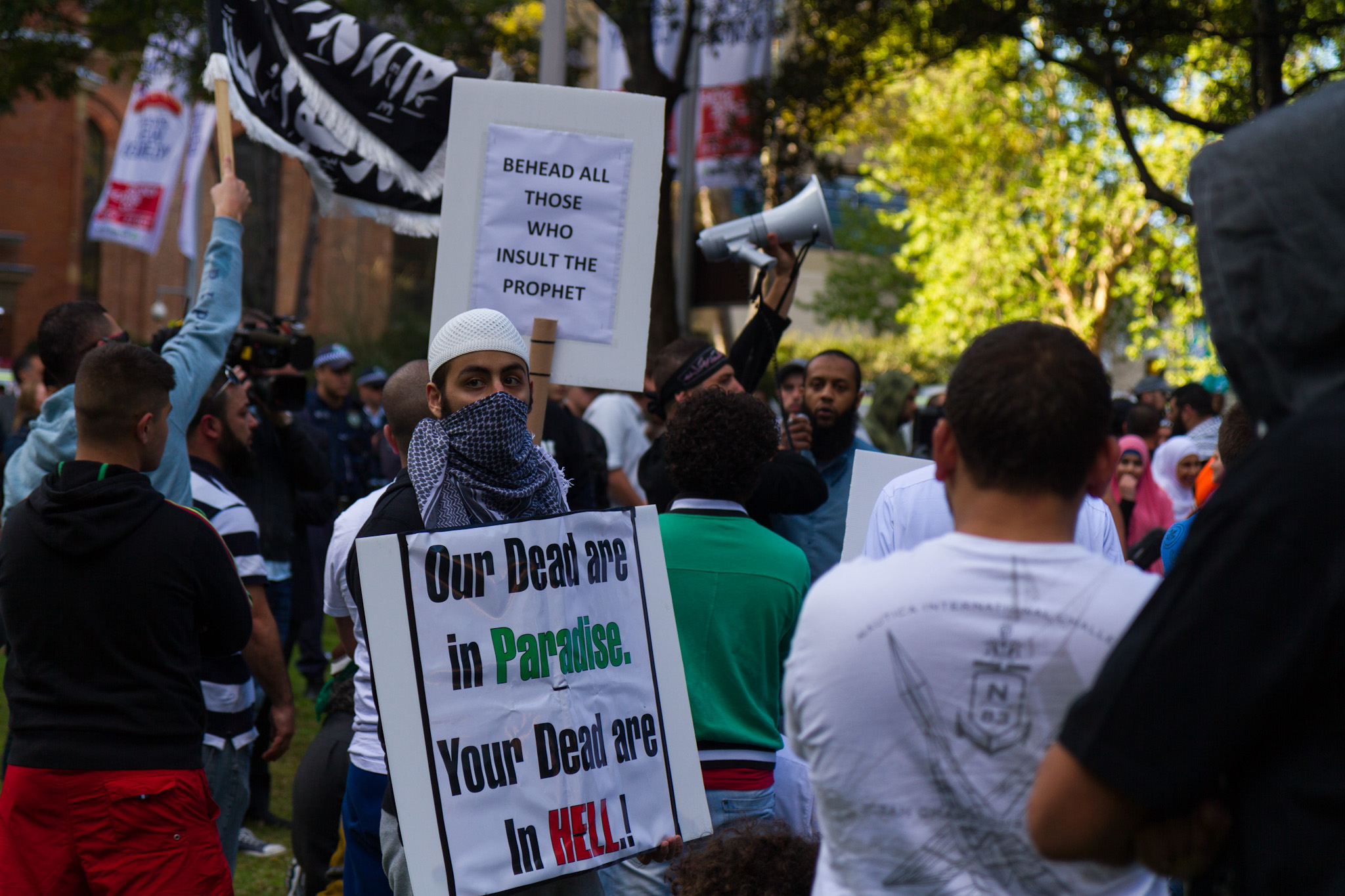
مسلمون يحتجون على عرض فيلم (سيدني، 2012)

التطرف الإسلامي، التطرف الإسلاموي، أو الإسلام الراديكالي هو مصطلح يستخدم للإشارة إلى المعتقدات والسلوكيات المتطرفة المرتبطة بالدين الإسلامي. هذه العبارات المثيرة للجدل ذات تعريفات متنوعة تتراوح بين التفسيرات الأكاديمية إلى فكرة أن جميع الأيديولوجيات بخلاف الإسلام قد فشلت وأنها أدنى من الإسلام، كما تستخدم هذه العبارات للإشارة إلى طوائف الإسلام الأخرى التي لا تتشارك مع الإسلام في بعض المعتقدات.
تعرِّف حكومة المملكة المتحدة التطرف الإسلامي على أنه أي نوع من الإسلام يرفض "الديمقراطية، وسيادة القانون، والحرية الفردية، والاحترام المتبادل، والتسامح مع الأديان والمعتقدات المختلفة". في عام 2019 نشر المعهد الأمريكي للسلام تقريرًا مهمًا عن التطرف في الدول الهشة مع توصيات تُرَكِّز على تطوير فهم مشترك وتفعيل إطار وقائي وحشد المجتمع الدولي.
لا ينبغي الخلط بين التطرف الإسلامي والأصولية الإسلامية أو الإسلاموية، فالأول هو حركة للمسلمين الذين يعتقدون أن الدول ذات الأغلبية المسلمة يجب أن تعود إلى أساسيات الدولة الإسلامية، بينما الثانية هي شكل من أشكال الإسلام السياسي؛ لكن بعض الخبراء يعتبرون الأصولية الإسلامية والإسلاموية شكلين من أشكال التطرف الإسلامي. عادة ما يتم إلقاء اللوم على التطرف الإسلامي في أعمال العنف التي يقوم بها الإرهابيون والجهاديون، لكن التطرف الإسلامي ليس دائمًا السبب الأساسي للعنف.

## تعريفات

### التعريف الأكاديمي
يتكون التعريف الأكاديمي للتطرف الإسلامي من جزأين:
- الأول: الفكر الإسلامي الذي ينص على أن كل الأيديولوجيات غير الإسلام، سواء كانت مرتبطة بالغرب (الرأسمالية) أو الشرق (الشيوعية أو الاشتراكية) قد فشلت وأظهرت إفلاسها.[1]
- الثاني: الفكر الإسلامي القائل بأن الأنظمة (شبه) العلمانية مخطئة بسبب إهمالها للإسلام.[4]

### تعريف المحاكم العليا في المملكة المتحدة
حكمت المحاكم العليا في المملكة المتحدة في قضيتين تتعلقان بالتطرف الإسلامي وقدمت تعريفًا لهما.
بصرف النظر عن ذلك، تم تقديم تعريفين رئيسيين للتطرف الإسلامي، يستخدمان أحيانًا جوانب متداخلة ولكن متميزة أيضًا للتفسيرات المتطرفة ومحاولات الإيديولوجية الإسلامية:
- استخدام التكتيكات العنيفة مثل التفجيرات والاغتيالات لتحقيق أهداف إسلامية متصورة (انظر الجهادية؛ أو زينو باران، زميل أول ومدير مركز السياسة الأوروبية الآسيوية في معهد هودسون، يفضل مصطلح التطرف الإسلامي)
- وجهة نظر محافظة للغاية عن الإسلام، [5] والتي لا تنطوي بالضرورة على العنف [6] (انظر أيضًا الأصولية الإسلامية [يفضل باران مصطلح الإسلاموية مجددًا]).[7]

## أحكام المحكمة العليا في المملكة المتحدة
تناولت المحكمة العليا في المملكة المتحدة قضيتان تتعلقان صراحة بالتطرف الإسلامي 
- أيار (مايو) 2016: استئناف من محكمة التاج والمحكمة الجنائية المركزية: تم النظر في عدة قضايا أفراد معًا.[9]
- تشرين الأول (أكتوبر) 2016: خلص القاضي إلى أن الإمام شكيل بآڠ متطرف إسلامي، ولم يؤيد ادعاء بآڠ بأن البي بي سي قد شجبته بقول ذلك.[10]

### قضية استئناف أيار (مايو) 2016
يشيرُ القاضي إلى عدة أسباب: المادة 20 من قانون 2006؛ تعريف «الإرهاب» في القسم 1 من قانون الإرهاب لعام 2000 وقرار المحكمة العليا في قضية ر.ڤ.ڠول.

### قضية شكيل بآڠ تشرين الأول (أكتوبر) 2016
خسر بآڠ، وهو شخصيةٌ إسلامية عامة بارزة وإمام في مركز لويشام الإسلامي منذ عام 1998، قضية التشهير ضدّ هيئة الإذاعة البريطانية. هذه القضية جديرة بالملاحظة لأن القاضي وضع تعريفًا من 10 نقاط للتطرف الإسلامي استخدمه للبت في القضية:

كتب ݭارلز هادون في النتائج التي تم التوصل إليها:
مواقف إسلامية متطرفة

 118. في رأيي، ما يلي يشكل مواقف إسلامية «متطرفة» (أو دلائل على ذلك).
- أولاً، نظرة 'مانوية' إلى العالم. النظرة الشاملة الخالدة 'المانوية' للعالم هي عقيدة مركزية للتطرف الإسلامي العنيف. إنه يقسم العالم بشكل صارم إلى الـ'نحن' مقابل الـ'هم': أولئك الذين باركوا أو نالوا الخلاص (أي «النوع الصحيح» من المسلمين) من ناحية وأولئك الذين يجب أن يُدانوا إلى الأبد (أي «النوع الخاطئ» من المسلمين وجميع باقي الناس) من جهة أخرى. بالنسبة للمتطرفين الإسلاميين العنيفين، فإن «النوع الخاطئ» من المسلمين يشمل المسلمين السنة المعتدلين، وجميع المسلمين الشيعة، والعديد من الأشخاص الآخرين الذين هم «ميالون للسيف» ويمكن أن يُقتلوا، وأي شخص يرتبط بهم أو يتعاون معهم...
- ثانيًا، اختزال الجهاد (الجهاد في سبيل الله) إلى قتال (قتال مسلح) («الجهاد الأصغر»)...
- ثالثًا، تجاهل أو الاستهزاء بشروط إعلان الجهاد المسلح، أي الشروط الفقهية الإسلامية الراسخة لإعلان القتال المسلح المنصوص عليها أعلاه...
- رابعًا، التجاهل أو الاستهزاء بالقواعد الصارمة التي تحكم سلوك الجهاد المسلح، أي ما ورد في القرآن والسنة من أحكام لأخلاقيات القيام بالقِتال المبينة أعلاه. وبالتالي، فإن استخدام العنف المفرط، الهجمات على المدنيين، العنف 'الانتحاري' العشوائي، وتعذيب السجناء أو قتلهم، سيشكل انتهاكًا لأنظمة الجهاد هذه...
- خامسًا، الدعوة إلى القتال المسلح دفاعًا عن الإسلام (قتال) كواجب ديني فردي عالمي (فرض العين)...
- سادسًا، أي تفسير للشريعة (أي القانون الديني المنصوص عليه في القرآن والسنة) الذي يتطلب خرق 'قانون البلاد'...
- سابعًا: تصنيف جميع غير المسلمين على أنهم كفار...
- ثامنًا، العقيدة الإسلامية السلفية المتطرفة القائلة بأن تعاليم العقيدة الإسلامية تنفي وتحل محل جميع الروابط الطبيعية الأخرى، مثل الروابط الأسرية، النسبية والأمة...
- تاسعًا، الاستشهاد بفتوى (آراء قانونية) لعلماء مسلمين الذين يتبنون أفكارًا متطرفة...
- عاشرًا، أي تعليم، صراحةً أو ضمنًا، يشجع المسلمين على ممارسة، أو دعم، الإرهاب أو العنف باسم الله.

## التأثيرات الرئيسية للتطرف الإسلامي

### الإسلام المبكر
وفقًا للتعريف الأكاديمي للإسلام الأصولي، فإن الشرط الثاني لما يسمى بالإسلام الأصولي، هو أنه معادٍ للحكومة الشرعية. وبالتالي، فإن الحكومة هي شرط لنشوء مقابلها الإسلام الأصولي. ومع ذلك، على الرغم من أن صلح وستفاليا تأسس في عام 1648 وبالتالي قدم الدولة القومية، إلا أن كتابات فترة الإسلام المبكرة مؤثرة في الكتابات المعاصرة التي صُيغت أصولية بعد تأسيس مفهوم الدولة القومية في المناطق الإسلامية أيضًا. تشمل التأثيرات الرئيسية للإسلام الأصولي التي نشأت من الإسلام المبكر ما يلي:

#### الخوارج
وفقًا لبعض المعلقين المسلمين المعاصرين، يعود التطرف داخل الإسلام إلى القرن 7 في عهد الخوارج.
من موقعهم السياسي بشكل أساسي، طوروا عقائد متطرفة تميزهم عن كل من المسلمين السنة والشيعة. يتتبع التقليد أصل الخوارج إلى معركة بين علي ومعاوية في صفين عام 657. عندما واجه علي جمودًا عسكريًا ووافق على إحالة النزاع إلى التحكيم، سحب بعض حزبه دعمهم له. أصبح «لاَ حُكْكْ إلَا لِلّهِ» (الحكم لله وحده) شعار هؤلاء الانفصاليين. كما أطلقوا على أنفسهم اسم الباعة، «الشراة»، للتعبير عن رغبتهم في بيع أرواحهم استشهادًا.
عارض هؤلاء الخوارج الأصليون علي ومعاوية، وعينوا قادتهم. لقد هُزِموا بشكل حاسم على يد علي، الذي اغتيل بدوره على يد خوارج. انخرط الخوارج في حرب عصابات ضد الأمويين، لكنهم أصبحوا حركة لا يستهان بها خلال الحرب الأهلية الثانية عندما سيطروا في فترة من الوقت على أراضٍ أكثر من أي من منافسيهم. كان الخوارج، في الواقع، أحد التهديدات الرئيسية لمحاولة ابن الزبير للخلافة؛ خلال هذا الوقت سيطروا على اليمامة ومعظم جنوب شبه الجزيرة العربية واستولوا على واحة بلدة الطائف.
كانت الفصيلة الأكثر تطرفًا من الخوارج هي فصيلة الأزارقة، الذين أدانوا جميع المسلمين الآخرين بالمرتدين، والمعروفين أيضًا بعملية التكفير. لوحظ الخوارج بشكل خاص لتبنيهم نهجًا أصوليًا للتكفير، حيث أعلنوا أن المسلمين الآخرين كفار، وبالتالي اعتبروهم مستحقين للموت. سيطرت الأزارقة على أجزاء من غرب إيران تحت حكم الأمويين حتى تم القضاء عليهم في النهاية عام 699. كان الخوارج الإباضيون أكثر اعتدالًا وأطول عمرًا، واستمروا في ممارسة السلطة السياسية في شمال وشرق إفريقيا وفي شرق شبه الجزيرة العربية خلال العصر العباسي.
بسبب استعدادهم للإعلان عن أي معارضٍ مرتد، مال الخوارج المتطرفون إلى الانقسام إلى جماعات صغيرة. كانت إحدى النقاط القليلة التي تشترك فيها جماعات الخوارج المنشقة المختلفة وجهة نظرهم عن الخلافة، والتي تختلف عن نظريات المسلمين الأخرى في نقطتين.
- أولًا، كانوا مبدئيًا في المساواة، معتبرين أن أي مسلم متدين («حتى العبد الإثيوبي») يمكن أن يصبح خليفة وأن هذه العائلة أو الانتماء القبلي غير مهم. المتطلبات الوحيدة للقيادة هي التقوى والقبول من قبل المجتمع.
- ثانيًا، اتفقوا على أنه من واجب المؤمنين خلع أي زعيم يقع في الخطأ. كان لهذا المبدأ الثاني آثار عميقة على اللاهوت الخوارجي. بتطبيق هذه الأفكار على التاريخ المبكر للخلافة، يقبل الخوارج فقط بأبو بكر وعمر كخلفاء شرعيين. من خلافة عثمان، يعترفون بشرعية السنوات الست الأولى فقط، ويرفضون علي كليًا.

بحلول الوقت الذي كتب فيه ابن المقفع أطروحته السياسية في وقت مبكر من العصر العباسي، لم يعد الخوارج يمثلون تهديدًا سياسيًا كبيرًا، أقله في المناطق الإسلامية. ومع ذلك، فإن ذكرى الخطر الذي شكلوه على وحدة المسلمين والتحدي الأخلاقي الناجم عن المثالية الورعة لا يزال يثقل كاهل الفكر السياسي والديني الإسلامي. حتى لو لم يعد بإمكان الخوارج التهديد، فلا يزال يتعين الرد على أشباحهم. الإباضيون هم المجموعة الخوارجية الوحيدة التي بقيت على قيد الحياة في العصر الحديث.

### الإسلام المعاصر
تبدأ الفترة المعاصرة بعد عام 1924. مع سقوط الإمبراطورية العثمانية، تم إلغاء الخلافة أيضًا. أثر هذا بشكل كبير على الفكر الإسلامي بشكل عام، ولكن أيضًا ما سيُصاغ لاحقًا بالفكر الإسلامي الأصولي. من المفكرين الرئيسيين الذين كتبوا عن الإسلام في القرن 20، وخاصة عن الجهاد، ما يلي:

#### سيد قطب
يمكن القول إن سيد قطب أسس الحركة الفعلية للإسلام الأصولي. على عكس الكُتاب الآخرين المذكورين أعلاه، فإن قطب ليس مدافعًا. يؤكد بعض أنصار الإسلام على العمليات السياسية السلمية، في حين دعا سيد قطب على وجه الخصوص إلى العنف، ويعتبر هؤلاء الأتباع عمومًا متطرفين إسلاميين وهدفهم المعلن هو الثورة الإسلامية بقصد فرض تطبيق الشريعة و/أو الدولة الخلافة الإسلامية.

## الجماعات الإسلامية المتطرفة النشطة
فيما يلي قائمة بالجماعات الرئيسية النشطة:
| إسم الجماعة                                                                             | لافتة | المقر الأساسي                                                           | القادة | قوة                                         | خسائر | إيديولوجية |
| --------------------------------------------------------------------------------------- | ----- | ----------------------------------------------------------------------- | --- | ------------------------------------------- | --- | --- |
| القاعدة                                                                                 |       | أفڠانيستان/منطقة پاكيستان                                               | عبد الله عزام (مؤسس) أسامة بن لادن (1989–2011) أيمن الظواهري (الحاضر)                                            | 300–3,000                                   | 4400 خسائر | لاستعادة الإسلام وإقامة "دول إسلامية حقيقية"، وتطبيقالشريعة الإسلامية، وتخليص العالم الإسلامي من أي تأثيرات غير إسلامية وغيرها من تعاليم المؤلف الإسلامي سيد قطب. يترجم العنوان إلى "تنظيم قاعدة الجهاد". |
| القاعدة في المغرب الإسلامي                                                              |       | الصحراء الكبرى, مالي                                                    | عبد المالك دروكدال                                                                                               | أكثر من 800–1,000                           | أكثر من 200 | القاعدة ببلاد المغرب الإسلامي هي منظمة إسلامية متشددة تهدف إلى الإطاحة بالحكومة الجزائرية وإقامة دولة إسلامية. |
| المرابطون الملقبة بـ القاعدة في غرب أفريقيا                                             |       | مالي، النيجر، ليبيا                                                     | مختار بلمختار | تحت 100 (تقدير فرنسي)                       | قُتل 27 شخصًا في هجوم فندق باماكو عام 2015. | فرع تابع للقاعدة في المغرب الإسلامي مذكور أعلاه. |
| أنصار الشريعة في اليمن الملقبة بـ القاعدة في شبه الجزيرة العربية                        |       | اليمن                                                                   | ناصر الوحيشي ⚔ (2011–15) قاسم الريمي (2015 – الحاضر)                                                             | أكثر من 2000                                | أكثر من 250 قتيلًا في تفجير صنعاء عام 2012 وهجوم صنعاء عام 2013. | يعتبر تنظيم القاعدة في الجزيرة العربية أكثر غصون أو "فروع" القاعدة نشاطًا، التي ظهرت بسبب إضعاف القيادة المركزية. تعتقد الحكومة الولايات المتحدة الأميريكية أن تنظيم القاعدة في جزيرة العرب هو أخطر فرع للقاعدة بسبب تركيزه على مهاجمة العدو البعيد وسمعته في التخطيط لهجمات على أهداف خارجية. |
| القاعدة في شبه القارة الهندية                                                           |       | الهند، پاكيستان، بانڠلاديش                                              | عاصم عمر | 300                                         | يتبنى مقتل 6 أشخاص في اغتيالات. محاولة اختطاف فرقاطة بحرية في عام 2014. | القاعدة في بلاد الرافدين هي منظمة إسلامية متشددة تهدف إلى محاربة حكومات پاكيستان، الهند، ميانمار وبانڠلاديش من أجل إقامة دولة إسلامية. |
| بوكو حرام – ولاية غرب أفريقيا بحسب تنظيم دولة الخلافة الإسلامية                         |       | شمال شرقي نيجيريا، ݭاد، النيجر وشمالي الكاميرون.                        | محمد يوسف ⚔ (مؤسس 2002 - 2009)أبو بكر شكوي (القائد الحالي)                                                       | تتراوح التقديرات بين 500 و9000              | منذ عام 2009، قتلت 20 ألفًا وشردت 2.3 مليون. | العنوان يعني "التعليم الغربي حرام"، تأسست كطائفة سنية إسلامية أصولية متأثرة الحركة الوهابية، التي تدعو إلى شكلٍ صارمٍ منالشريعة الإسلامية. |
| حماس (اختصار لحركة المقاومة الإسلامية) الملقبة بالإخوان المسلمين في فلسطين[بحاجة لمصدر] |       | قطاع غزة                                                                | خالد مشعل | أكثر من 16,000                              | منذ عام 1988، استهدفت العديد من الهجمات الصاروخية والانتحاريين إسرائيل. | تأسست في البداية كفرع من جماعة الإخوان المسلمين في مصر. يدعو ميثاقها التأسيسي لعام 1988، الغارق في الخطاب الإسلامي، إلى الجهاد للاستيلاء على كل ما يدّعى أنها فلسطين التاريخية، مما سيؤدي إلى نتيجة "تدمير إسرائيل" المبتغاة. |
| حزب الله                                                                                |       | لبنان                                                                   | السيد حسن نصرالله                                                                                                | أكثر من 1,000                               | منذ عام 1982، استهدفت العديد من الهجمات الصاروخية والانتحاريين إسرائيل. | جماعة متشددة إسلامية شيعية ذات جناح جهادي شبه عسكري. تشكل حزب الله إلى حدٍ كبيرٍ بمساعدة أتباع آية الله الخميني في أوائل الـ1980ـات من أجل نشر الثورة الإسلامية. |
| الدولة الإسلامية في العراق والشام (تُعرف باسم داعش أو داعس)                              |       | سوريا                                                                   | أبو مصعب الزرقاوي ⚔(مؤسس 1999 - 2006) أبو بكر البغدادي ⚔ (2010 -2019) أبو إبراهيم الهاشمي القرشي (2019 - الحاضر) | 40000 - 200000 في أوجها في جميع "المقاطعات" | قُتل أكثر من 30000 نسمة، بما في ذلك المسلمون الشيعة، المسيحيون، اليزيديون، والأقليات الأخرى في الشرق الأوسط والعديد من الأشخاص الآخرين حول العالم من قبل داعش أو الجماعات المرتبطة أو المستوحاة من داعش. بما في ذلك بوكو حرام. | جماعة جهادية سلفية متشدد تتبع عقيدةأصولية، وهابية للإسلام السني. نشأت باسم دولة العراق الإسلامية (دعا). اكتسبت مساحات شاسعة من الأراضي في العراق في عام 2014 وهي الآن في حالة حرب ضد العراق، سوريا وتحالف يضم 60 دولة أخرى بما في ذلك الولايات المتحدة، المملكة المتحدة وفرنسا. |
| الجماعة الإسلامية                                                                       |       | جنوب شرق آسيا: - إندونيسيا - مالايزيا - الفيليپين - سينڠافورة - تايلاند | أبو بكر باعشير                                                                                                   | 5,000                                       | أكثر من 250 قتيلًا في تفجيرات في أنحاء إندونيسيا منذ عام 2002. | الجماعة الإسلامية، هي جماعة ميليشياوية إرهابية إسلاموية متشددة في جنوب شرق آسيا مكرسة لإنشاء دولة إسلامية (الخلافة الإسلامية الإقليمية) في جنوب شرق آسيا. |
| مجاهدي الشعب في إيران الملقبة بـ مجاهدي خلق                                             |       | إيران مقرها في ألبانيا وفرنسا                                           | مسعود ومريم رجوي                                                                                                 | 5,000 إلى 13,500                            | 16,000 إلى 100,000 | جماعة أصولية إسلامية متشددة تتبع الإسلام الشيعي والماركسية وكانت "أول منظمة إيرانية تطور بشكل منهجي تفسيرًا ثوريًا حديثًا للإسلام - وهو تفسير يختلف بشدة عن الإسلام المحافظ القديم لرجال الدين التقليديين والنسخة الشعبوية الجديدة التي صيغت في الـ1970ـات من قبل آية الله الخميني وحكومته". وهي حاليًا في نزاع مع جمهورية إيران الإسلامية ومقرها في پاريس، فرنسا وألبانيا. تدير الجماعة المجلس الوطني للمقاومة الإيرانية، وهو جناح سياسي لمنظمة مجاهدي خلق وكان له سابقًا جناح عسكري، جيش التحرير الوطني. |
| حركة طالبان پاكيستان الملقبة بـ طالبان الپاكيستانية                                     |       | شمال غرب پاكيستان                                                       | الملا فضل الله                                                                                                   | 25,000                                      | المئات | حركة طالبان پاكيستان هي منظمة جامعة للعديد من الجماعات الإسلامية المتشددة التي تحمي الإرهابيين الأجانب المختبئين في جبال پاكيستان. (يجب عدم الخلط بينها وبين طالبان الأفڠانية.) |
| جيش محمد                                                                                |       | كاشمير، الهند                                                           | مسعود أظهر |                                             | | الهدف هو ضم جامو وكاشمير إلى پاكيستان. تقيم عملياتها في الأصل في ولاية جامو وكاشمير. |
| لشكر طيبة الملقبة بـ لشط                                                                |       | كاشمير، الهند                                                           | حافظ سعيد |                                             | | الهدف هو ضم ولاية جامو وكاشمير إلى پاكيستان، وفي نهاية المطاف، تثبيت الحكم الإسلامي في جميع أنحاء جنوب آسيا. تقيم عمليات في جميع أنحاء الهند، وخاصة في الشمال في ولاية جامو وكاشمير، ذلك منذ عام 1993 أقله. |
| القوات الديموقراطية المتحالفة                                                           |       | أوڠندا وجمهورية الكونڠو الديموقراطية                                    | |                                             | | |
| هيئة تحرير الشام                                                                        |       | سوريا                                                                   | أبو محمد الجولاني                                                                                                |                                             | | |